# Niilo Pesonen
Niilo Natanael Pesonen, född 14 oktober 1902 i Helsingfors, död där 26 december 1994, var en finländsk läkare och ämbetsman
Pesonen blev medicine och kirurgie doktor 1932. Han var 1935–1942 docent i antropologi och anatomi vid Helsingfors universitet, 1942–1954 professor i anatomi, 1952 dekanus för medicinska fakulteten, och slutligen 1953–1954 universitetets prorektor. Från 1954 till 1969 tjänstgjorde han som generaldirektör för Medicinalstyrelsen, som under denna tid bland annat genomförde utbyggnaden av centralsjukhusväsendet. Han representerade Finland i många internationella sammanhang, till exempel i Världshälsoorganisationen.
Han publicerade skrifter om anatomi, medicinsk historia och finsk medicinsk terminologi samt memoarerna Lääkärinä ja virkamiehenä (1973). Han utgav 1980 Terveyden puolesta - sairautta vastaan, ett stort arbete om hälso- och sjukvården i Finland under 1800- och 1900-talen. Tillsammans med Eero Ponteva utgav han 1961 en medicinsk ordbok, Lääketieteen sanakirja, ett verk som utkommit i flera förnyade upplagor, den senaste 2003.